# Lomnický potok (Teplá)
Der Lomnický potok (deutsch Lamnitzbach, auch Lammitzbach bzw. Lammitzer Bach) ist ein rechter Zufluss der Teplá in Tschechien.

## Verlauf
Der Lomnický potok entspringt einen Kilometer nordwestlich der Wüstung Doupovské Mezilesí (Olitzhaus) auf dem Truppenübungsplatz Hradiště im Duppauer Gebirge. Seine Quelle liegt am westlichen Fuße des Nad Ovčarnou (In der Öd, 912 m n.m.) bzw. südöstlich des Větrovec (901 m n.m.) auf dem Kataster Bražec u Hradiště. An seinem Oberlauf fließt der Bach mit südwestlicher Richtung zwischen der Javorná bzw. U Ruské věže (Ehacker, 912 m n.m.) und der Vysoká pláň (Hohe Egge, 890 m n.m.) hindurch. Südlich des Plešivec (Plesselberg, 842 m n.m.) erstreckte sich vor der Errichtung des Militärgebietes entlang des Baches das langgestreckte Dorf Dlouhá (Langgrün), linksseitig über dem Tal lag die Ansiedlung Kostelní Hůrka (Am Berge). Unterhalb der Wüstung Horní Mlýn (Obermühle) speist der Lomnický potok den Teich Zelený rybník. Unterhalb des Teiches verlässt der Bach das entsiedelte Gebiet des Truppenübungsplatz Hradiště und erreicht Horní Tašovice (Obertaschwitz), wo er von der E 48/Schnellstraße R 6 zwischen Karlovy Vary und Bochov überbrückt wird. Im Oberdorf von Horní Tašovice zweigt linksseitig ein Graben ab, der den Tašovický rybník (Taschwitzer Teich) speist und im Unterdorf wieder in den Lomnický potok einmündet. Unterhalb von Tašovický Mlýn (Taschwitzer Mühle) ändert der Bach nördlich des Kozel (697 m n.m.) seinen Lauf nach Nordwesten und fließt durch das Dorf Dlouhá Lomnice (Langlamnitz). Unterhalb von Dlouhá Lomnice wird linksseitig über einen Graben der Teich Velký lomnický rybník gespeist. Vorbei an der Wüstung Federhäuseln fließt der Lomnický potok nach Pila, wo er durch das Landschaftsschutzgebiet Slavkovský les wieder südwestliche Richtung nimmt und zwischen Pila, Kolová, Nové Stanovice und Stanovice in der Talsperre Stanovice gestaut wird. Die Talsperre verlässt der Bach wieder mit nordwestlicher Richtung. Auf seinen letzten drei Kilometern fließt der Lomnický potok durch ein tiefes Kerbtal vorbei an Háje; am Zámecký vrch (Schlossberg, 624 m n.m.) mit den Resten der Burg Funkštein (Funkenstein) nimmt er nördliche Richtung. Nach 26,7 Kilometern mündet der Lomnický potok in Březová unterhalb der Talsperre Březová in die Teplá.
Der Bach gilt als Fischgewässer.

## Zuflüsse
- Chloumecká strouha (Kilmesbach, l), in Dlouhá Lomnice
- Mlýnský potok (Höllbach, r), oberhalb von Pila
- Telenecký potok (r), in Pila
- Javorná (l), in Pila
- Dražovský potok (l), bei Stanovice im Stausee Stanovice